# آن ماري ديفيد
آن ماري ديفيد (بالفرنسية: Anne-Marie David)‏ هي مغنية فرنسية، ولدت في 23 مايو 1952 في آرل في فرنسا.

## وصلات خارجية
- آن ماري ديفيد على موقع IMDb (الإنجليزية)
- آن ماري ديفيد على موقع ميوزك برينز (الإنجليزية)
- آن ماري ديفيد على موقع أول ميوزيك (الإنجليزية)
- آن ماري ديفيد على موقع ديسكوغز (الإنجليزية)
- آن ماري ديفيد على موقع قاعدة بيانات الفيلم (الإنجليزية)